# 메이허커우역
메이허커우역(중국어: 梅河口站)은 메이지 철로의 종점역이다. 

## 역사
1927년에 완공되었으며, 메이지 철로, 쓰메이 철로, 그리고 선지 철로가 연결되어 있다.

## 같이 보기
- 메이지 철로
- 쓰메이 철로
- 선지 철로
- 퉁화시